# Tallinn Open 2022
Tallinn Open 2022 là một giải quần vợt nữ chuyên nghiệp thi đấu trên mặt sân cứng trong nhà tại Forus Tennis Centre và diễn ra từ ngày 26 tháng 9 đến ngày 2 tháng 10 năm 2022. Đây là giải đấu đầu tiên trong lịch sử Hiệp hội Quần vợt Nữ (WTA) tổ chức ở Tallinn, Estonia và là một phần của WTA 250 trong WTA Tour 2022.
Đây là một trong sáu giải đấu cấp độ WTA 250 được tổ chức vào tháng 9 và tháng 10 năm 2022 do các giải quần vợt ở Trung Quốc trong năm 2022 bị hủy vì đại dịch COVID-19, cũng như do lo ngại về an ninh và sức khỏe của cựu vận động viên quần vợt WTA Peng Shuai sau cáo buộc cô bị lạm dụng tình dục bởi một thành viên cấp cao của chính phủ Trung Quốc.

## Điểm và tiền thưởng

### Phân phối điểm
| Sự kiện | VĐ  | CK  | BK  | TK | Vòng 1/16 | Vòng 1/32 | Q  | Q2 | Q1 |
| Đơn nữ  | 280 | 180 | 110 | 60 | 30        | 1         | 18 | 12 | 1  |
| Đôi nữ  | 280 | 180 | 110 | 60 | 1         | —         | —  | —  | —  |

### Tiền thưởng
| Sự kiện | VĐ      | CK      | BK      | TK     | Vòng 1/16 | Vòng 1/321 | Q2     | Q1     |
| Đơn nữ  | $31,000 | $18,037 | $10,100 | $5,800 | $3,675    | $2,675     | $1,950 | $1,270 |
| Đôi nữ* | $10,800 | $6,300  | $3,800  | $2,300 | $1,750    | —          | —      | —      |

1Tiền thưởng vượt qua vòng loại cũng là tiền thưởng vòng 1/32.

*mỗi đội

## Nội dung đơn

### Hạt giống
| Quốc gia | Tay vợt             | Xếp hạng† | Hạt giống |
| -------- | ------------------- | --------- | --------- |
| EST      | Anett Kontaveit     | 3         | 1         |
| SUI      | Belinda Bencic      | 14        | 2         |
| BRA      | Beatriz Haddad Maia | 16        | 3         |
| USA      | Madison Keys        | 17        | 4         |
| LAT      | Jeļena Ostapenko    | 19        | 5         |
| KAZ      | Elena Rybakina      | 22        | 6         |
| CZE      | Barbora Krejčíková  | 25        | 7         |
| CHN      | Zhang Shuai         | 28        | 8         |
| SUI      | Jil Teichmann       | 31        | 9         |

† Bảng xếp hạng vào ngày 19 tháng 9 năm 2022.

### Vận động viên khác
Đặc cách:
- Elena Malõgina
- Karolína Muchová
- Maileen Nuudi

Xếp hạng đặc biệt:
- Laura Siegemund

Vượt qua vòng loại:
- Ysaline Bonaventure
- Katie Boulter
- Viktorija Golubic
- Viktória Kužmová
- Linda Nosková
- Jessika Ponchet

Thua cuộc may mắn: 
- Mirjam Björklund

### Rút lui
- Anhelina Kalinina → thay thế bởi  Wang Xiyu
- Elena Rybakina → thay thế bởi  Mirjam Björklund
- Clara Tauson → thay thế bởi  Wang Xinyu
- Alison Van Uytvanck → thay thế bởi  Jaqueline Cristian

## Nội dung đôi

### Hạt giống
| Quốc gia | Tay vợt                  | Quốc gia | Tay vợt           | Xếp hạng1 | Hạt giống |
| -------- | ------------------------ | -------- | ----------------- | --------- | --------- |
| USA      | Nicole Melichar-Martinez | GER      | Laura Siegemund   | 51        | 1         |
| NOR      | Ulrikke Eikeri           | SVK      | Tereza Mihalíková | 100       | 2         |
| UKR      | Lyudmyla Kichenok        | UKR      | Nadiia Kichenok   | 114       | 3         |
| JPN      | Miyu Kato                | CHN      | Wang Xinyu        | 143       | 4         |

- 1 Bảng xếp hạng vào ngày 19 tháng 9 năm 2022.

### Vận động viên khác
Đặc cách:
- Valentini Grammatikopoulou /  Daniela Vismane
- Elena Malõgina /  Maileen Nuudi

### Rút lui
Trước giải đấu
- Vivian Heisen /  Monica Niculescu → thay thế bởi  Jaqueline Cristian /  Vivian Heisen

## Nhà vô địch

### Đơn
- Barbora Krejčíková đánh bại  Anett Kontaveit 6–2, 6–3

### Đôi
- Lyudmyla Kichenok /  Nadiia Kichenok đánh bại  Nicole Melichar-Martinez /  Laura Siegemund 7–5, 4–6, [10–7]